# 2006 HR122
2006 HR122, também escrito como 2006 HR122, é um corpo menor que está localizado no disco disperso, uma região do Sistema Solar. Este objeto está em uma ressonância orbital de 1:3 com o planeta Netuno. Ele possui uma magnitude absoluta de 7,6 e tem um diâmetro estimado de cerca de 133 km.

## Descoberta
2006 HR122 foi descoberto no dia 26 de abril de 2006 pelo astrônomo Marc W. Buie.

## Órbita
A órbita de 2006 HR122 tem uma excentricidade de 0,378 e possui um semieixo maior de 62,575 UA. O seu periélio leva o mesmo a uma distância de 38,906 UA em relação ao Sol e seu afélio a 86,245 UA.